# Золотоочки
Золотоочки (Chrysopidae) — одна з найбільших родин ряду сітчатокрилих. У світовій фауні відомі понад 1300 видів, з яких в Україні трапляється — 27 видів із 9 родів. 
Личинки цієї родини, а також імаго багатьох видів є активними хижаками й відіграють важливу роль в обмеженні та регуляції чисельності шкідників рослин, таких як попелиці, совки та листоблішки:85. Існує промислова технологія виробництва ентомофага золотоочки для біологічного захисту рослин, продукцію якої становлять яйця або личинки виду золотоочки звичайної (Chrysoperla carnea). Зокрема, масово розведених у лабораторіях личинок застосовують у теплицях проти попелиць:85.

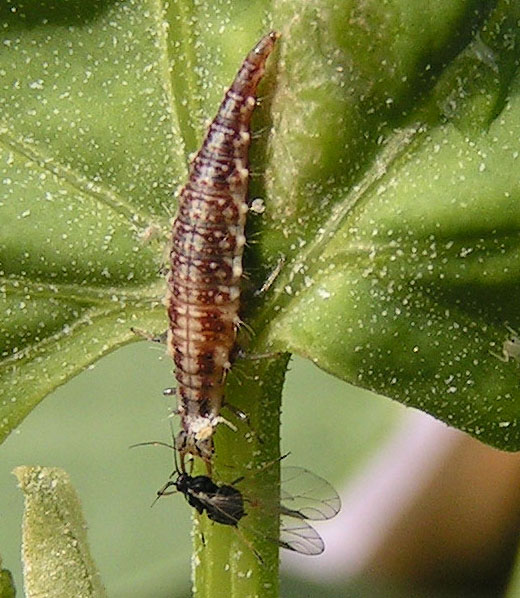
Личинка золотоочки звичайної зі здобиччю

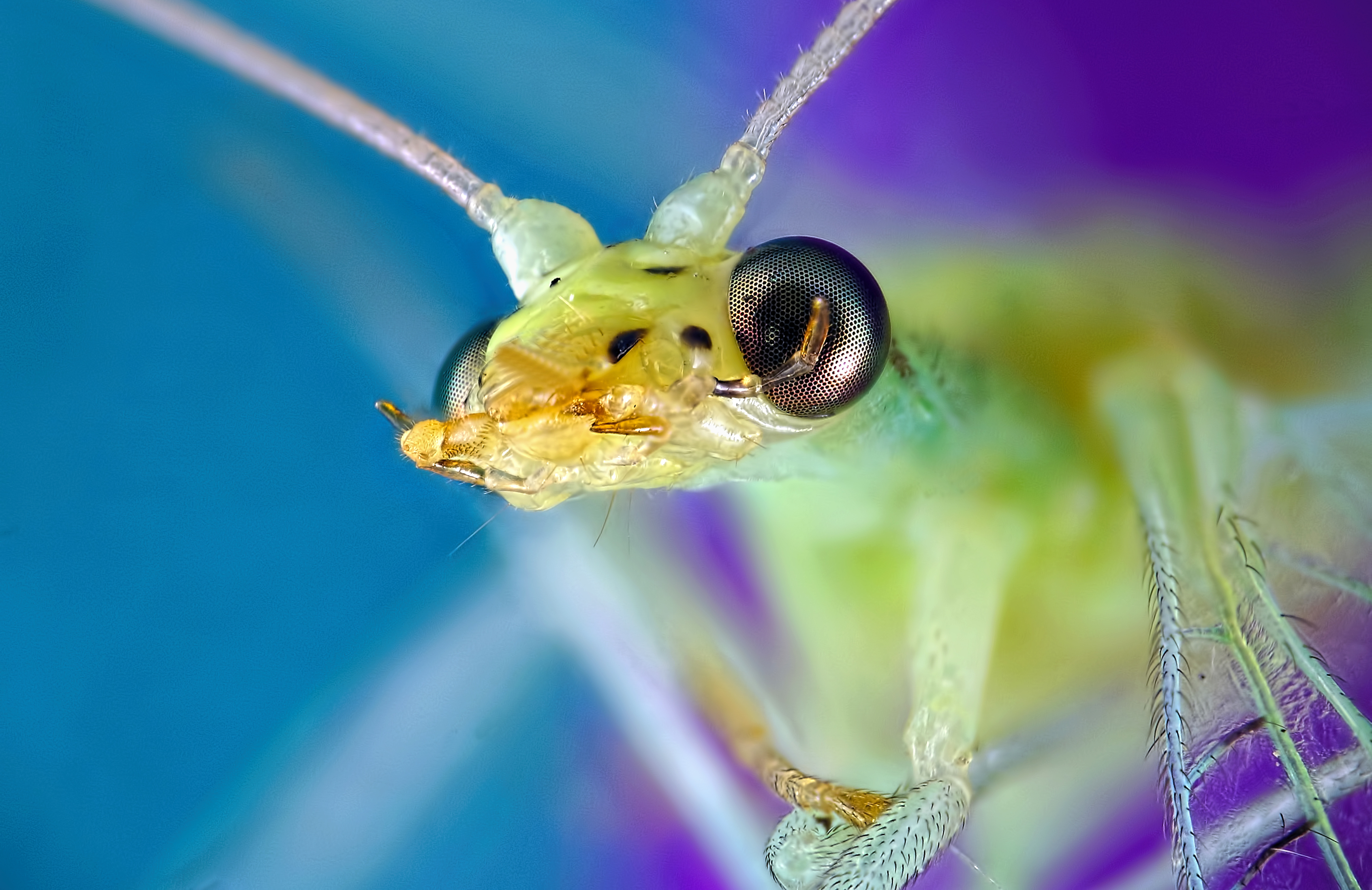
Голова золотоочки

У деяких золотоочок хижий спосіб життя ведуть тільки личинки, тоді як дорослі особини живляться за рахунок рослин:7. Серед личинок золотоочок трапляється канібалізм:7.
Дорослі особини золотоочки звичайної зимують у тріщинах кори рослин, у приміщеннях та інших укриттях, навесні живляться нектаром і пилком на квітках рослин і відкладають яйця на листки та інші органи рослин:84—85. Личинки заляльковуються в круглих світлих коконах:85.

## Роди
В Україні трапляються представники видів із таких дев'яти родів:
- Italochrysa (Principi, 1946);
- Hypochrysa (Hagen, 1866);
- Nineta (Navas, 1912);
- Chrysotropia (Navas, 1911);
- Chrysopa (Leach, 1815);
- Pseudomallada (Tsukaguchi 1995);
- Crysoperla (Steinmann, 1964);
- Cunctochrysa (Hölzel, 1970);
- Nothochrysa (McLachlan, 1868).